# Lasius meridionalis
Lasius meridionalis es una especie de hormiga del género Lasius, tribu, Lasiini, orden Hymenoptera. Fue descrita por Bondroit en 1920.

## Distribución
Se distribuye por Japón, Corea del Norte y del Sur, Turquía, Austria, Bélgica, Bulgaria, República Checa, Dinamarca, Finlandia, Francia, Alemania, Grecia, Hungría, Italia, Países Bajos, Noruega, Polonia, Rusia, Eslovaquia, Eslovenia, España, Suecia, Suiza y Reino Unido.

## Hábitat
Habita debajo de piedras y rocas, en brezales, dunas y pastizales húmedos y secos. Se ha encontrado a elevaciones de 2-1500 metros.